# Naked Without You (álbum de Taylor Dayne)
Naked Whithout You es el cuarto álbum de Taylor Dayne después de 5 años sin publicar un disco con material inédito a pesar de refrescar el sonido típico de la cantante no adquirió mayor repercucsión por tratarse de una Disquera pequeña la que lo editó, sin embargo sus Singles: Whatever You Want, Unstoppable y Naked Whithout You  tuvieron buena acogida por diversos Dj's y por ende en variadas Discotecas de EUA, Europa y Asia.
En 2005 el álbum se reeditó con la omisión del Remix de Whatever You Want, pero la inclusión de 3 temas en vivo de su disco Performance.

## Edición estándar
| N.º   | Título                              | Escritor(es)                                            | Productor(es) | Duración |  |
| 1.    | «Don't Make Me Love You»            | A. Roachford                                            |               | 4:10     |  |
| 2.    | «Whenever You Fall»                 | Taylor Dayne, B.G. Grazoise, E. Lake, J. Robinson       |               | 4:49     |  |
| 3.    | «Unstoppable»                       | Taylor Dayne, A. Roman                                  |               | 4:07     |  |
| 4.    | «Naked Without You»                 | R. Nowels, A. Roachford, B. Steinberg                   |               | 3:52     |  |
| 5.    | «Whatever You Want»                 | A. Baker, Taylor Dayne, F. Zarr                         |               | 4:50     |  |
| 6.    | «Stand»                             | H. Hey, S. Saraco                                       |               | 4:26     |  |
| 7.    | «You Don't Have To Say You Love Me» | S. Napier-Bell, G. Donaggio, V. Pallavicini, V. Wickham |               | 4:09     |  |
| 8.    | «Love's Gonna Be On Your Side»      | Taylor Dayne,R. Nevil                                   |               | 4:27     |  |
| 9.    | «Dreams»                            | Taylor Dayne, T. Keane                                  |               | 4:00     |  |
| 10.   | «There Is No Heart That Won't Heal» | Diane Warren                                            |               | 5:17     |  |
| 11.   | «Soon As My Heart Breaks»           | Taylor Dayne, B.E. Mann                                 |               | 3:12     |  |
| 12.   | «Whatever You Want Remix»           | A. Baker, Taylor Dayne, F. Zarr                         |               | 7:42     |  |
| 56:03 |                                     |                                                         |               |          |  |

| Pista adicional Reedición 2005 |                                          |                  |               |          |  |
| N.º                            | Título                                   | Escritor(es)     | Productor(es) | Duración |  |
| 12.                            | «Can't Get Enough of Your Love(Live)»    | Barry White      |               | 6:02     |  |
| 13.                            | «How Can You Mend a Broken Heart (Live)» | B. Gibb, R. Gibb |               | 5:14     |  |
| 14.                            | «Love Will Lead You Back (Live)»         | Diane Warren     |               | 7:42     |  |
| 50:32                          |                                          |                  |               |          |  |

- Datos: Q6960510